# Kennedy Town (MTR)

Kennedy Town (traditioneel: 堅尼地城) is een metrostation van de Metro van Hongkong. Het is een eindhalte van de Island Line.

## Geschiedenis
Het station is voor het eerst voorgesteld in 1970 als station Kennedy en zou in 1980 gebouwd worden. Uiteindelijk is het station opnieuw voorgesteld in juni van 2005 als eindstation van een nieuwe uitbreiding van de Island Line.
Het station is uiteindelijk geopend op 28 december 2014.

## In/Uitgangen
- A: Smithfield (Minibus terminus)
- B: Rock Hill Street, North Street
- C: Forbes Street, Smithfield, Kennedy Town Playground